# فوتبال قطع عضو
فوتبال قطع عضو گونه‌ای از ورزش فوتبال است که برای معلولان قطع عضو طراحی شده‌است. در این ورزش که به دو صورت ۷نفره و ۴نفره برگزار می‌ود دروازه‌بان دارای ضایعه‌ای در یکی از دستان خود و بازیکنان نیز دارای ضایعه‌ای در یکی از پاهای خود هستند و به وسیله عصا حرکت می‌کنند. بازیکنان تنها می‌توانند از پای سالم خود جهت ضربه زدن به توپ استفاده نمایند و استفاده از عضو قطع شده یا عصا خطا محسوب می‌شود.

## قوانین
قوانین کلی این بازی شبیه فوتبال معمولی می‌باشد وکلیه قوانین یکی است وتنها تفاوت در ابعاد زمین بازی و تایم بازی است که در دو نیمه 30 دقیقه ای می باشد، زمین فوتبال قطع عضو معمولاً ۶۰*۳۵ است.